# Serruria pinnata
Serruria pinnata är en tvåhjärtbladig växtart som beskrevs av Robert Brown. Serruria pinnata ingår i släktet Serruria och familjen Proteaceae. Inga underarter finns listade i Catalogue of Life.